# (925) Alphonsina
(925) Alphonsina – planetoida z pasa głównego asteroid okrążająca Słońce w ciągu 4 lat i 160 dni w średniej odległości 2,7 au. Została odkryta 13 stycznia 1920 roku w Observatorio Fabra w Barcelonie przez Josepa Solę. Nazwa pochodzi od Alfonsa X Mądrego oraz Alfonsa XIII Hiszpańskiego, władców hiszpańskich. Przed nadaniem nazwy planetoida nosiła oznaczenie tymczasowe (925) 1920 GM.